# Robin Cederberg
Martin Robin Cederberg (25 febbraio 1983) è un calciatore svedese, difensore dell'Ifö Bromölla.

## Carriera

### Club

#### Mjällby
Cederberg ha cominciato la carriera con la maglia del Mjällby, all'epoca militante in Division 2, all'epoca secondo livello del campionato svedese. Cederberg ha esordito in squadra nel 2003, mentre l'anno successivo ha contribuito alla promozione in Superettan. Successivamente, e precisamente al termine del campionato 2009, il Mjällby ha guadagnato la promozione nella massima divisione. Cederberg ha esordito in Allsvenskan in data 14 marzo 2010, schierato titolare nel pareggio a reti inviolate sul campo dell'AIK. È rimasto in squadra fino al termine del campionato 2013.

#### Husqvarna
Il 20 gennaio 2014, l'Husqvarna – neopromosso in Superettan – ha confermato d'aver tesserato Cederberg. Ha debuttato con questa casacca il 5 aprile, schierato titolare nella vittoria per 3-1 sul Landskrona BoIS, sfida in cui ha siglato – su calcio di rigore – una rete in favore della sua squadra. Al termine dell'annata, l'Husqvarna è retrocesso in Division 1. Cederberg ha totalizzato 30 presenze e 7 reti in stagione, tra tutte le competizioni. Il 17 novembre 2014, complice la retrocessione in terza serie, l'Husqvarna ha reso noto che il suo contratto non sarebbe stato rinnovato, per abbassare i costi di gestione del club.

#### Il ritorno al Mjällby
In vista del campionato 2015, Cederberg ha fatto ritorno al Mjällby, nel frattempo scivolato nella Superettan. È tornato ufficialmente a vestire questa maglia in data 8 aprile, quando è stato schierato titolare nel pareggio casalingo per 1-1 contro l'AFC United. Il Mjällby ha chiuso l'annata al 13º posto finale, venendo così condannato a disputare i play-out per non retrocedere in Division 1: nel doppio confronto con l'Örgryte, il Mjällby ha avuto la peggio ed è così retrocesso.

#### Notodden
L'11 marzo 2016, libero da vincoli contrattuali, ha firmato ufficialmente un accordo annuale con i norvegesi del Notodden, militanti in 2. divisjon. Ha esordito in squadra il 13 aprile, schierato titolare nella vittoria casalinga per 3-1 sul Lørenskog, sfida valida per il primo turno del Norgesmesterskapet. Il 21 maggio ha disputato la prima partita di campionato, nel successo interno per 3-1 sull'Asker. Ha chiuso la stagione a quota 22 presenze, tra campionato e coppa, senza alcuna rete all'attivo.

#### Ifö Bromölla
Una volta scaduto l'accordo con il Notodden, ha fatto ritorno in Svezia per giocare nelle file dell'Ifö Bromölla, con cui è stato impegnato, negli anni a seguire, nella quinta, quarta e sesta serie nazionale.

## Statistiche

### Presenze e reti nei club
Statistiche aggiornate al 29 marzo 2017.
| Stagione       | Club           | Campionato     | Campionato | Campionato | Coppe nazionali | Coppe nazionali | Coppe nazionali | Coppe continentali | Coppe continentali | Coppe continentali | Supercoppe | Supercoppe | Supercoppe | Totale | Totale |
| Stagione       | Club           | Comp           | Pres       | Reti       | Comp            | Pres            | Reti            | Comp               | Pres               | Reti               | Comp       | Pres       | Reti       | Pres   | Reti   |
| -------------- | -------------- | -------------- | ---------- | ---------- | --------------- | --------------- | --------------- | ------------------ | ------------------ | ------------------ | ---------- | ---------- | ---------- | ------ | ------ |
| 2003           | Mjällby        | D2             | 3          | 0          | CS              | ?               | ?               | -                  | -                  | -                  | -          | -          | -          | 3+     | 0+     |
| 2004           | Mjällby        | D2             | 17         | 2          | CS              | ?               | ?               | -                  | -                  | -                  | -          | -          | -          | 17+    | 2+     |
| 2005           | Mjällby        | S              | 23         | 0          | CS              | ?               | ?               | -                  | -                  | -                  | -          | -          | -          | 23+    | 0+     |
| 2006           | Mjällby        | S              | 16         | 0          | CS              | ?               | ?               | -                  | -                  | -                  | -          | -          | -          | 16+    | 0+     |
| 2007           | Mjällby        | S              | 29         | 0          | CS              | ?               | ?               | -                  | -                  | -                  | -          | -          | -          | 29+    | 0+     |
| 2008           | Mjällby        | S              | 27         | 2          | CS              | ?               | ?               | -                  | -                  | -                  | -          | -          | -          | 27+    | 2+     |
| 2009           | Mjällby        | S              | 27         | 0          | CS              | ?               | ?               | -                  | -                  | -                  | -          | -          | -          | 27+    | 0+     |
| 2010           | Mjällby        | A              | 26         | 0          | CS              | 4               | 0               | -                  | -                  | -                  | -          | -          | -          | 30     | 0      |
| 2011           | Mjällby        | A              | 17         | 0          | CS              | 1               | 0               | -                  | -                  | -                  | -          | -          | -          | 18     | 0      |
| 2012           | Mjällby        | A              | 23         | 0          | CS              | 1               | 0               | -                  | -                  | -                  | -          | -          | -          | 24     | 0      |
| 2013           | Mjällby        | A              | 17         | 0          | CS              | 2               | 0               | -                  | -                  | -                  | -          | -          | -          | 19     | 0      |
| 2014           | Husqvarna      | S              | 29         | 7          | CS              | 1               | 0               | -                  | -                  | -                  | -          | -          | -          | 30     | 7      |
| 2015           | Mjällby        | S              | 18+2       | 1+0        | CS              | 1               | 0               | -                  | -                  | -                  | -          | -          | -          | 21     | 1      |
| Totale Mjällby | Totale Mjällby | Totale Mjällby | 243+2      | 5+0        |                 | 9+              | 0+              |                    | -                  | -                  |            | -          | -          | 254+   | 5+     |
| 2016           | Notodden       | 2D             | 20         | 0          | CN              | 2               | 0               | -                  | -                  | -                  | -          | -          | -          | 22     | 0      |
| Totale         | Totale         | Totale         | 292+2      | 12+0       |                 | 12+             | 0+              |                    | -                  | -                  |            | -          | -          | 306+   | 12+    |

## Palmarès

### Club

#### Competizioni nazionali
- Superettan: 1

Mjällby: 2009